# Лигнотубер
Лигноту́бер (англ. lignotuber, от лат. lignum — дерево, древесина и лат. tuber — клубень) — структурная аномалия развития ствола, прикорневой кап дерева.
Лигнотуберы образуются в результате формирования спящих почек в нижних узлах стебля или на зародышевом стебельке. Развитие прикорневого капа начинается с проростка в одном из нижних листовых узлов или в узле семядолей. В начале роста лигнотубер состоит из недифференцированных паренхимных клеток, затем эти очаги сливаются, одновременно соединяясь с ближайшим камбием. Процесс капообразования всегда сопровождается повышением концентрации растительных гормонов — ауксинов — в апикальных меристемах побегов (за счёт уменьшения их оттока). Апикальное доминирование приводит к образованию побегов из спящих почек капов.
Капообразование — неспецифический процесс, поскольку встречается у ряда различных групп растений, не имеющих общей филогенетической связи и произрастающих в разнообразных географически, климатически и экологически ареалах. Лигнотуберы характерны для эвкалиптов, встречаются у некоторых видов дуба, на камфорных деревьях, грецком орехе, берёзе пушистой и других растениях. Они могут достигать более десяти метров в диаметре и весить несколько тонн. Линготуберы можно рассматривать как специализированные структурные образования, эволюционную адаптацию к условиям внешней среды.

## Терминология
Термин lignotuber был введён в научный оборот в 1924 году австралийским ботаником Лесли Р. Керром. В 1984 году С. Джеймс установила различие значений терминов lignotuber (обязательно содержат почки и располагается внизу ствола) и burl (аномалии роста древесины, имеющие свилеватость, в общем виде). В русском языке лигнотубером также принято называть именно прикорневой кап. Его формирование всегда связано с развитием спящих почек. Наросты, не содержащие спящие почки, называются «сувель». До появления термина линготуберы, выделяя из капов, называли «капокорень». Разделение было выраженным, использовались словосочетания вида «капы и капокорни».

## Механизм возникновения
Возникновение лигнотуберов обусловлено формированием спящих почек в нижних узлах стебля или на зародышевом стебельке (гипокотиле, части зародыша). Развитие прикорневого капа начинается с проростка в одном из нижних листовых узлов или в узле семядолей. Деление клеток листового прорыва приводит к образованию множественных очагов меристематической ткани, интенсивно делящихся и сохраняющих активность. В начале роста лигнотубер состоит из недифференцированных паренхимных клеток. Затем эти очаги сливаются, одновременно соединяясь с ближайшим камбием (слоем между древесиной и лубом). На поверхности капа происходит постоянный рост камбия и, соответственно, древесины и луба — объём лигнотубера увеличивается. Почки образуются в камбии и некоторых меристематических очагах.
Исторически сначала считали, что спящие почки капов являются обычными пазушными почками, и все они — результат множественных ветвлений немногочисленных ранее заложенных почек. Эта гипотеза опровергнута. Другая версия относит почки капа к придаточным и считает, что они появляются в камбии отдельных меристематических очагов. Е. А. Баранова указывает на то, образование новых почек у капа не соответствует типичному для вида филотаксису (листорасположению), между тем как придаточные почки сохраняют видоспецифичный тип ветвления и листорасположения. В настоящее время показана верность второй гипотезы: выявлено, что проводящие пучки соседних почек не контактируют между собой. Кажущееся ветвление почки обусловлено близостью формирования придаточных почек к уже имеющейся спящей. Очагами формирования являются участки меристематической ткани, причём новые почки образуются сразу группой.
На физиологическом уровне капообразование изучено ещё слабо. Выяснено, что процесс всегда сопровождается повышением концентрации растительных гормонов — ауксинов — в апикальных меристемах побегов (за счёт уменьшения их оттока). Апикальное доминирование приводит к образованию побегов из спящих почек капов. Таким образом, формирование лигнотуберов связано с процессами апикального доминирования и локальной концентрацией гормонов роста. Есть мнение, что местное повышение концентрации ауксинов — следствие их синтеза в спящих почках. Гормоны повышают активность камбия, нарушается процесс его нормального деления. Возникает зона недифференцированной паренхимной ткани, образующей меристемы, в которых возникают новые придаточные почки. Они, в свою очередь, увеличивают местную концентрацию ауксинов, и процесс развивается лавинообразно. В результате на поверхности капа образуется множество спящих почек.
Лигнотубер следует отличать от прикорневых наплывов древесины, которые соединяют со стволом боковые корни — они могут разрастаться у старых деревьев, подвергающихся значительной ветровой нагрузке.

## Наиболее типичные породы деревьев
Лигнотуберы характерны для эвкалиптов: эвкалипта окаймляющего, Eucalyptus brevifolia и эвкалипта фикусолистного (устаревшее название; с 1995 года растение классифицируется как коримбия фикусолистная); размер капа у них может достигать 3 м в диаметре и 1 м толщины. Также эти аномалии типичны для банксий и карликовых кустарниковых эвкалиптов малли, произрастающих в Австралии. Лигнотуберы развиваются из семядольной почки саженцев некоторых видов дуба, включая пробковый (Quercus suber), но не характерны для других видов дуба и не образуются у зрелых экземпляров деревьев. Массивные (до 400 кг) корневые капы характерны для монгольского дуба (Quercus mongolica) и грецкого ореха (Juglans regia). Берёза пушистая (Betula pubescens) образует капы весом до 350 кг.
Лигнотубер, обнаруженный в Большой Лагуне (48 км к северу от г. Юрика) после шторма в 1977 году, имел 12,5 метров в диаметре и около 6 метров толщины, весил 476,3 тонны. Среди двудольных наибольшие лигнотуберы встречаются на камфорных деревьях (Cinnamomum camphora) в Японии, Китае и Корее, а также в Кейптауне (ЮАР). В поместье Вергелеган близ Кейптауна деревья, посаженные в конце XVII века, имеют лигнотуберы в форме маффинов до 9 м диаметром и до 2 м толщины.
Достопримечательностью Австралии является лигнотубер «Старый Бутылочный Зад» (англ. Old Bottle Butt), сформировавшийся на красном дереве вида Corymbia gummifera недалеко от Уочопа в Новом Южном Уэльсе.
На территории России лигнотуберы характерны для тополя чёрного (Populus nigra) на Северном Кавказе — капы могут занимать всю нижнюю треть ствола. В Башкирии лигнотуберы встречаются на некоторых экземплярах берёзы пушистой (Betula pubescens).
Многие растения, подверженные образованию лигнотуберов, развиваются в кустарниковые формы со множеством стеблей, растущих из общего корневого капа.

## Биологическая роль
Формально лигнотубер относится к патологиям роста тканей, однако в определённых условиях его образование приносит пользу популяции растений, поэтому лигнотубер в ботанике рассматриваться как специализированное структурное образование, образовавшееся в процессе эволюции.
Такое разрастание может служить защитой от разрушения ствола — например, от воздействия огня. Некоторые учёные считают, что эволюционно лигнотуберы возникли как следствие адаптации растений к возросшей частоте пожаров в четвертичный и третичный периоды.
Лигнотубер имеет почки, из которых могут прорастать дополнительные стволы, а также содержит запасы питательных веществ, которые могут поддерживать растение при временном отсутствии фотосинтеза. В лигнотубере образуются видоспецифичные сосуды и трахеиды, накапливаются запасы питательных веществ. При разрушении верхней части растения спящие почки, расположенные на верхней части капа, дают побеги — лигнотубер выполняет функцию органа вегетативного размножения.
Биологическая роль лигнотуберов наглядно видна на примере флоры Австралии, где это явление распространено. Наиболее наглядный пример — эвкалипт камеденосный, который часто образует подземный прикорневой кап (тривиальное название этого дерева на английском языке — red bloodwood, букв. «красное кровяное дерево»; систематическое до 1995 года — Eucalyptus gummifera, затем растение стали классифицировать как Corymbia gummifera). Этот вид эквалипта произрастает в местах, где низовые пожары случаются систематически. Лигнотуберы в данном случае выглядят как древесная лепёшка, залегающая под подстилкой леса на глубине до 20 см. Толщина такой «лепёшки» обычно составляет 10-20 см, а площадь весьма значительна — до 75 м². При пожаре верхняя часть лигнотубера обугливается, защищая тем самым нижнюю часть. Затем по периметру капа и по краям естественных отверстий на месте огибания камней и т. п. формируются спящие почки, которые дают новые побеги в сезон дождей. В этот период растёт вширь и лигнотубер. Этот тип растительности в Австралии имеет специальное название: «малли».
У растений семейств маслиновых (Oleaceae) и маслоплодниковых (Elaeocarpaceae) лигнотуберы замещают корни. Например, нотелея длиннолистная (Notelaea longifolia) образует лигнотубер, по форме напоминающий корнеплод моркови, при этом настоящий корень атрофируется, а на лигнотубере вырастают придаточные корни.
С. Джеймс, изучая засухоустойчивые кустарники среднеконтинентальной части США, выделила особый тип растительных сообществ — чапарали. Корневые капы с учётом постоянной засухи и необходимости в связи с этим запасать питательные вещества и иметь «запасной» вариант вегетативного размножения, являются признаком, закреплённым естественным отбором, а не просто некоей ответной реакцией конкретного растения на внешнее воздействие какого-либо фактора.
Распространённость лигнотуберов у различных групп растений указывает на генетическую обусловленность феномена, но рассмотрение его как эволюционно однозначно полезного вызывает сомнения. Принято считать, что эволюционное прогрессивное изменение сопровождается усложнением уровня организации строения и функций растения, между тем как в случае прикорневого капа упорядоченность структуры явно понижается.
Капообразование — неспецифический процесс, поскольку встречается у ряда различных групп растений, не имеющих общей филогенетической связи и произрастающих в разнообразных географически, климатически и экологически ареалах. При этом эффективность лигнотуберов в качестве органов вегетативного размножения показана лишь для местных видов в Австралии, для прочих случаев выраженные адаптивные свойства капов сомнительны. Например, у берёзы пушистой (Betula pubescens) для восстановления растения при повреждении важны не сами лигнотуберы, а наличие спящих почек в районе корневой шейки (переходной зоны между главным корнем и гипокотилем). При этом способность к регенерации у берёзы значительно снижается с возрастом, и вегетативное размножение старых растений не играет значительной роли. По мнению В. В. Коровина, в некоторых условиях, например, в пойменных березняках с высоким травяным напочвенным покровом, где затруднено семенное размножение, сохранение популяции может зависеть от наличия деревьев, имеющих прикорневые капы. Аналогичная ситуация имеется в популяции ореха грецкого (Juglans regia) в урочище Кара-Алма (Кыргызстан). Условия произрастания не обеспечивают надёжного семенного размножения, и почти все деревья этого вида в урочище обладают лигнотубером, а ослабленные экземпляры имеют порослевые побеги или стволы дочерних деревьев, проросших из прикорневого капа. Кроме того, рост почек капа может начинаться вследствие повреждения части кроны.
Капообразование у многих видов более характерно для зрелых деревьев, закончивших свой биологический цикл. В этом случае логично рассматривать процесс как центростремительный этап в развитии растений по В. О. Казаряну, при котором наблюдается отмирание периферии кроны, образование жировых побегов из спящих почек и т. д. Возникновение лигнотуберов является побочным эффектом эволюции, генетически закреплённым во многих семействах. Вероятно, в прошлом подобные образования имели значение, более важное, чем в современности. Некоторые учёные считают, что способность к формированию капов, включая прикорневые, обеспечивающая возможность восстановления надземной части растения, имеется у множества видов растений, даже если в настоящее время они редко проявляют эту способность.
Вопрос об отнесении данной аномалии к патологиям остаётся предметом дискуссии. С одной стороны, формально принято называть патологией любую структурную аномалию развития растения. С другой стороны, в случае затруднения семенного размножения лигнотуберы обеспечивают сохранение популяции у некоторых групп растений, например, ряда видов эвкалиптов в Австралии, грецкого ореха (Juglans regia) и берёзы пушистой (Betula pubescens) на территории России. С учётом этих фактов рассмотрение прикорневых капов в качестве однозначно патологического состояния оказывается некорректным, поскольку в этих случаях их можно рассматривать как специализированные структурные образования, эволюционную адаптацию к условиям внешней среды.